# Langwies
Langwies är en ort och tidigare kommun i regionen Plessur i den schweiziska kantonen Graubünden. Kommunen bestod av orten Langwies samt ett antal mindre byar, belägna i inre delen av Schanfiggdalen, där Plessur-floden byter riktning från nordlig till västlig.
Från och med 2013 ingår Langwies i kommunen Arosa, vars huvudort ligger en knapp mils körväg söderut.
Bygden började byggas ut från 1273, först av rätoromaner från den västra grannbyn Peist, och från 1307 av walsertyskar, vars språk snart tog över. Från omkring år 1400 fram till 1851 utgjorde Langwies ett tingslag, till vilket som exklav också hörde Praden, en by betydligt längre ner i Schanfigg. 
Kyrkan blev reformert omkring 1530. Den i modern tid uppkomna katolska minoriteten söker kyrka i kommunens centralort. Enligt en legend slog kvinnorna i Langwies tillbaka österrikiska trupper från bygden 1622 under de så kallade Bünder Wirren ("oron i Graubünden"). Som ett minne av detta kallas ravinen som skiljer Langwies från Peist Frauentobel ("kvinnoravinen"), och vid högmässa i kyrkan får alltid kvinnor gå först till nattvarden.